# Довголука
Довголу́ка — село в Україні, у Стрийському районі Львівської області. Населення становить 700 осіб. Орган місцевого самоврядування — Грабовецько-Дулібівська сільська громада.

## Географія
Розташоване на річці Медвежій, за 18 км від райцентру та за 7 км від залізничної станції Гірне. Повз село проходить шосе Стрий—Ужгород. Населення — 909 осіб.

## Історія
Перша згадка про село відноситься до 1438 року. Завдячує своїй назві просторим довгим полям, які називали «луками».
Під час Першої світової війни тут від осені 1914 року до весни 1915 року точилися сильні бої.
В період 1935—1936 років на панському фільварку відбувся страйк сільськогосподарських робітників, що вимагали підвищення заробітної плати. У 1939 році для розподілу панської землі був створений комітет, на чолі з В. Е. Козаком. 
У радянський час у селі діяв колгосп ім. Шевченка, що мав 4700 га земельних угідь. Виробничий напрям господарства — вирощування технічних культур (льон, картопля) та молочне тваринництво.
Під час Другої світової війни нацистські окупанти відібрали у селян землю і створили фільварок. На примусові роботи до Німеччини вони вивезли 80 осіб. Страждання 1942 року довершив голод, який стався після неврожаю.
Влітку 1943 року через село проходили партизани з'єднання С.А. Ковпака.
В селі є школа та клуб. Тут знаходиться дерев'яний храм св. Івана Хрестителя, побудований 1925 року під керівництвом майстра Семена Коваля з с. Ціневи на Долинщині.

## Політика

### Парламентські вибори, 2019
На позачергових парламентських виборах 2019 року у селі функціонувала окрема виборча дільниця № 461452, розташована у приміщенні будинку культури.
Результати
- зареєстрований 601 виборець, явка 65,22%, найбільше голосів віддано за «Європейську Солідарність» — 24,49%, за «Слугу народу» — 18,11%, за Всеукраїнське об'єднання «Батьківщина» — 14,54%.[3] В одномандатному окрузі найбільше голосів отримав Євгеній Гірник (самовисування) — 34,18%, за Андрія Гергерта (Всеукраїнське об'єднання «Свобода») — 21,68%, за Андрія Кота (самовисування) — 17,86%[4].

## Пам'ятки
- Церква Івана Хрестителя[d];

## Відомі люди
- Омелян Тишовницький (1899—1994) — український військовик, літератор, четар артилерії УГА. Виховувався у селі.